# USS Kleinsmith (DE-376)
USS Kleinsmith (DE-376) amerykański niszczyciel eskortowy typu John C. Butler. Nigdy nie ukończony.
Jego patronem był Chief Watertender Charles Kleinsmith (1904–1942) odznaczony Krzyżem Marynarki Wojennej za bohaterstwo w czasie bitwy o Midway.
Okręt został przydzielony do budowy stoczni Consolidated Steel Corporation w Orange 31 maja 1944. Kontrakt na budowę został anulowany 6 czerwca 1944.
Nazwa „Kleinsmith” została następnie przydzielona niszczycielowi eskortowemu  USS "Kleinsmith" (DE-718), który w czasie budowy został przebudowany na szybki transportowiec typu Crosley USS „Kleinsmith” (APD-134).